# Il ricatto di un padre
Il ricatto di un padre è un film italiano del 1957 diretto da Giuseppe Vari.

## Trama
Silvana Guarnieri ama, ricambiata, l'ingegner Paolo Mari, e vorrebbe sposarsi con lui. La serenità della giovane è spezzata quando questa scopre che Mario, l'uomo che l'ha cresciuta ed accudita come una figlia, in realtà non è il suo vero padre. Il vero padre della giovane è infatti Alessandro Ricci, primo marito di sua madre Laura, da tutti creduto morto dopo essere fuggito molti anni addietro, per via di una falsa accusa nei suoi confronti. Ricci, che ha tramato vendetta per tutti questi anni, riesce grazie a losche manovre a mandare in rovina Mario, che finisce per suicidarsi. Inoltre vorrebbe costringere Silvana a sposare un suo socio d'affari, Serpieri, ricattandola attraverso delle cambiali compromettenti che lei ha firmato con l'inganno.

## Produzione
Il film rientra nel filone melodrammatico-sentimentale comunemente detto strappalacrime, allora in voga tra il pubblico italiano (poi ribattezzato dalla critica con il termine neorealismo d'appendice).

## Distribuzione
Il film venne distribuito nel circuito cinematografico italiano il 28 marzo del 1957.